# Bratronice (Boêmia Central)
Bratronice é uma comunas checa localizada na região da Boêmia Central, distrito de Kladno.